# Liste der Auslandsvertretungen Nigerias

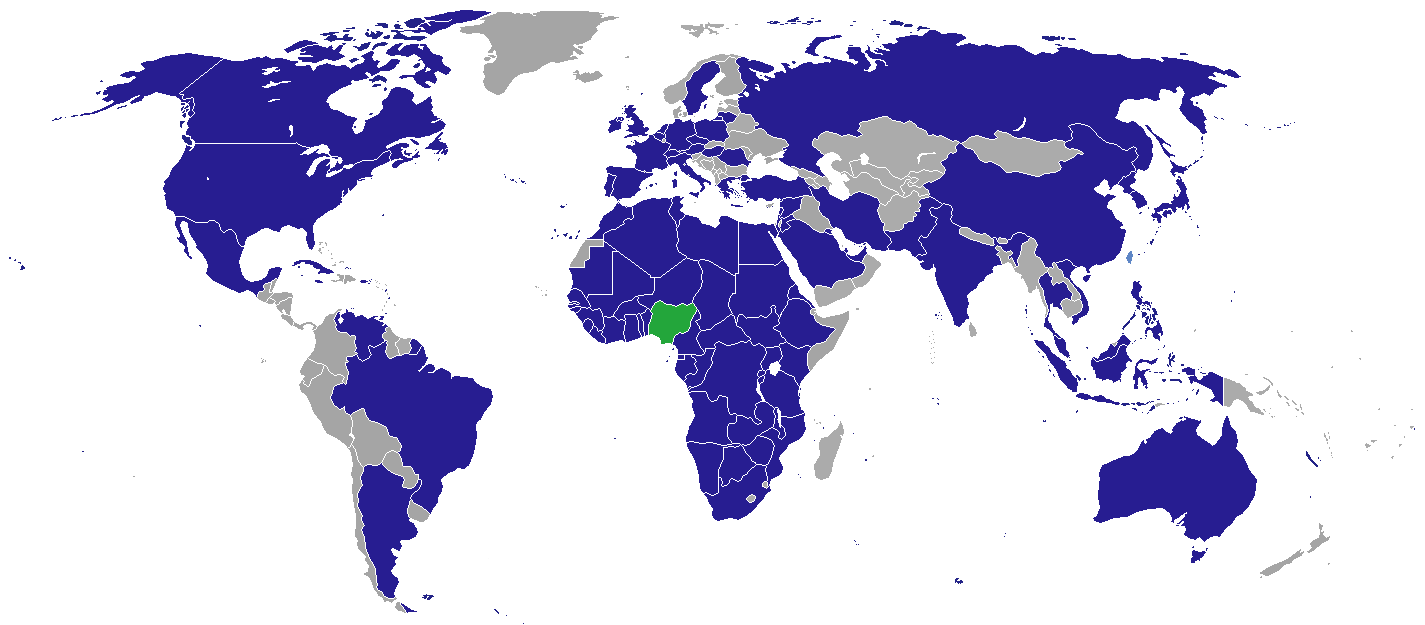
Standorte der diplomatischen Vertretungen Nigerias

Dies ist eine Liste der diplomatischen und konsularischen Vertretungen Nigerias.

## Diplomatische und konsularische Vertretungen

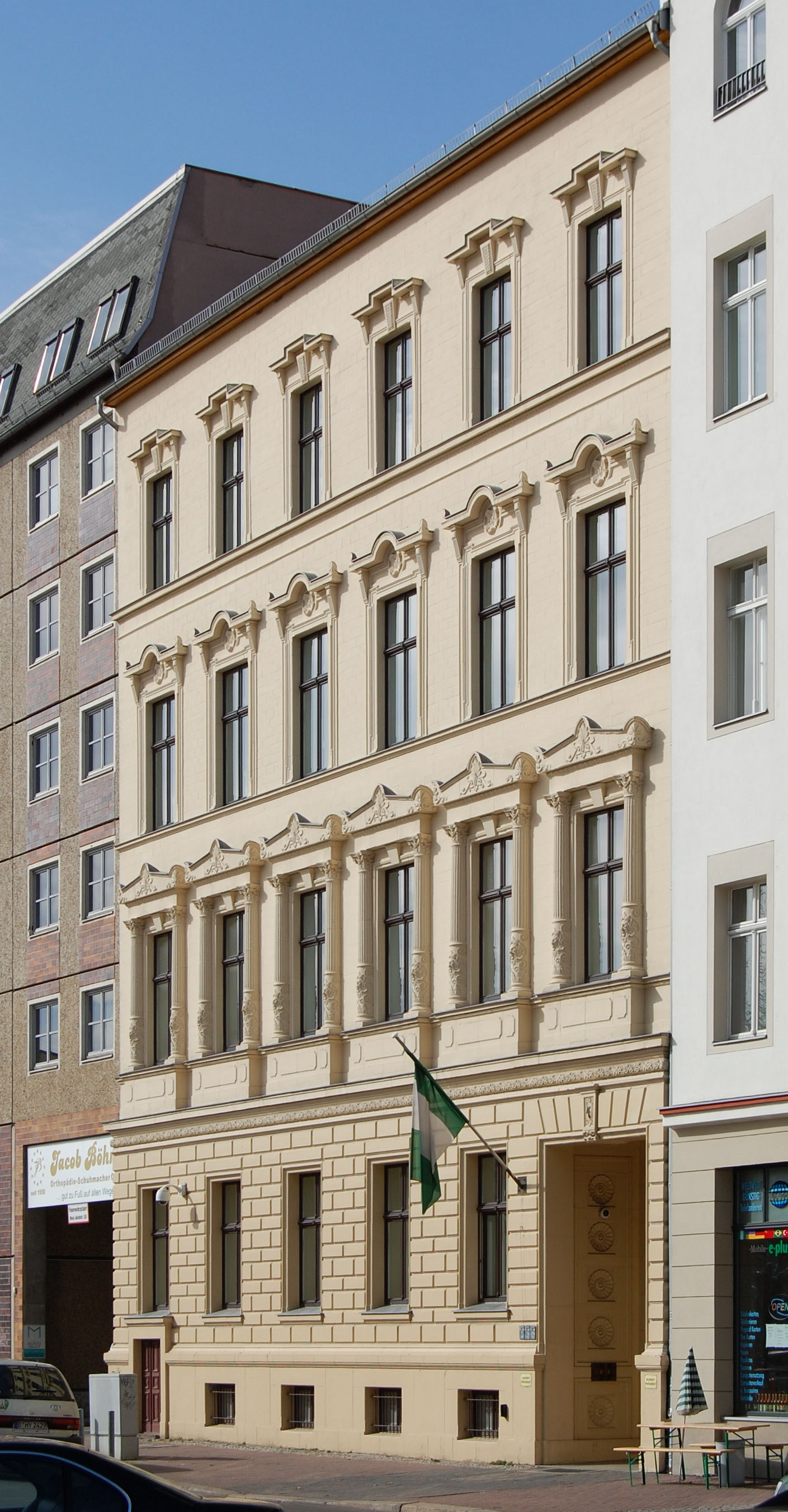
Nigerianische Botschaft in Berlin

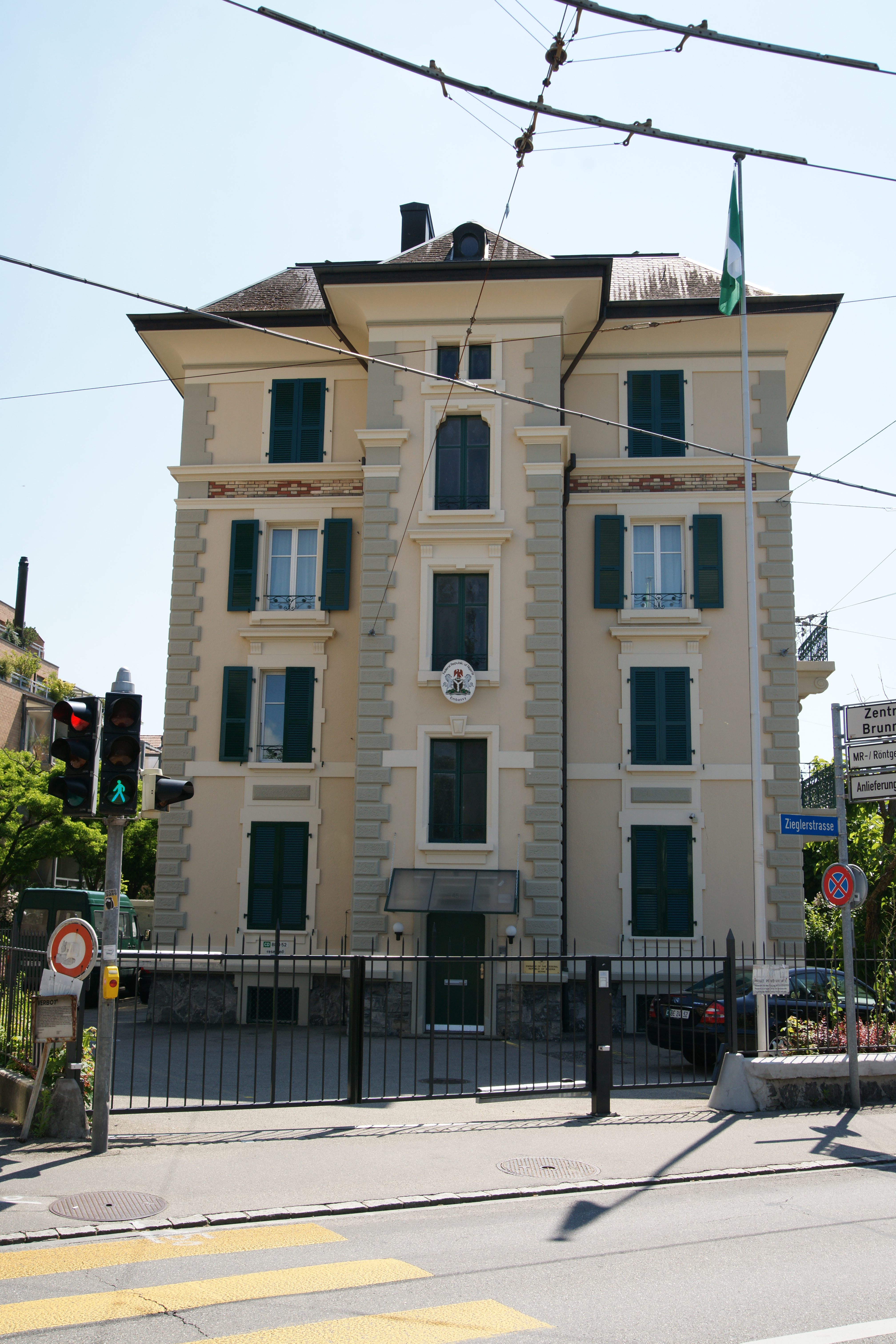
Nigerianische Botschaft in Bern

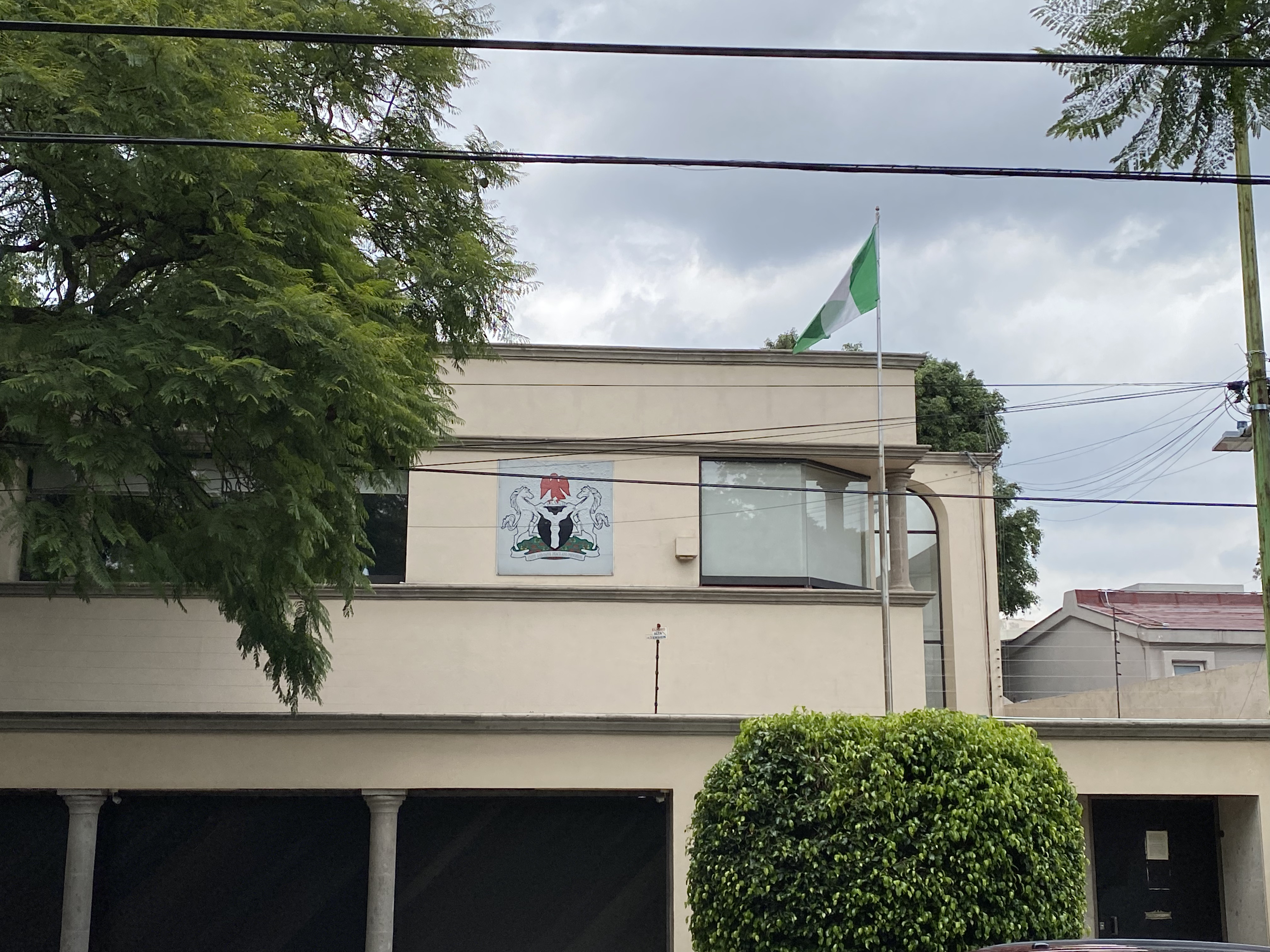
Nigerianische Botschaft in Mexiko-Stadt

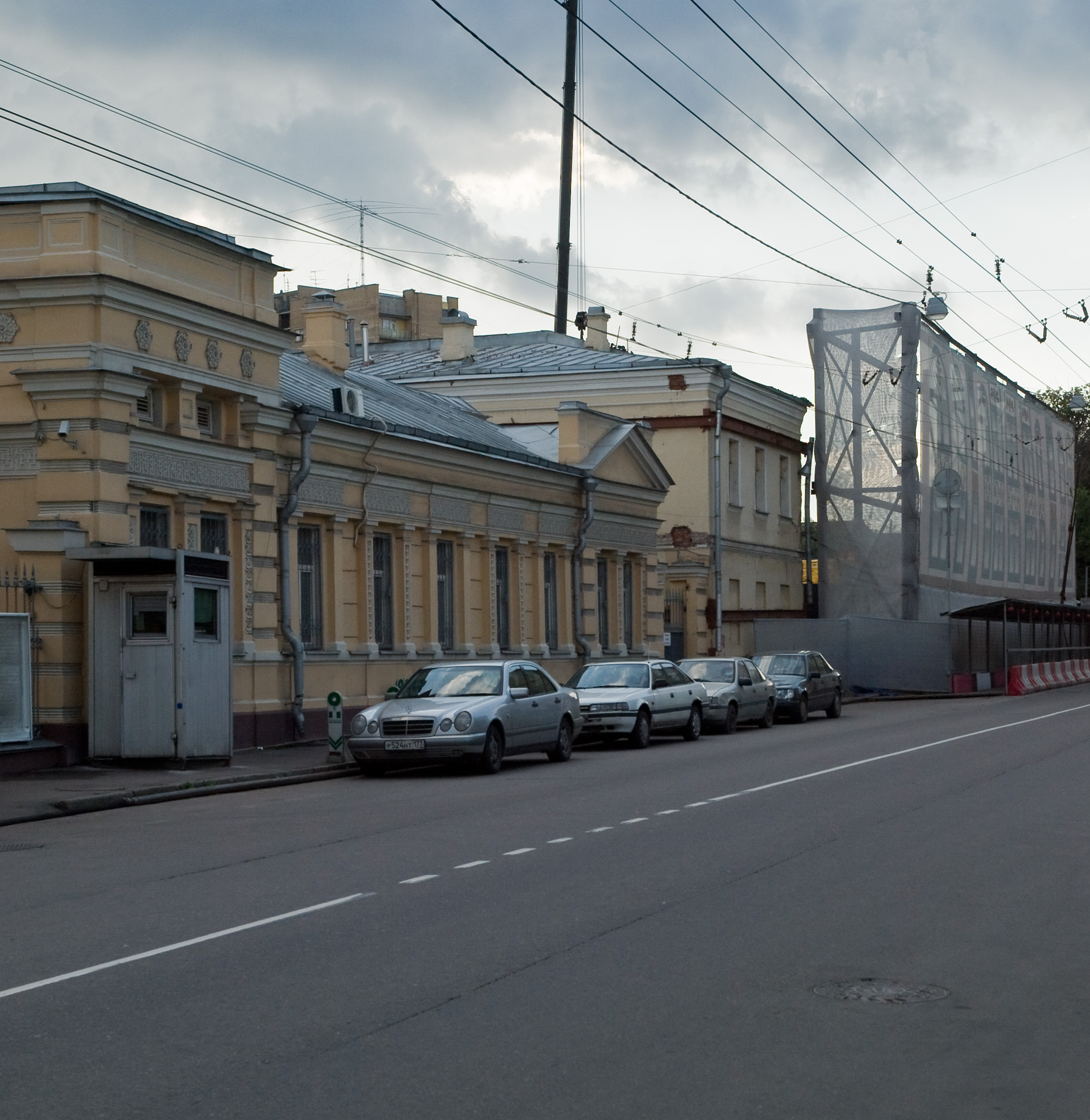
Nigerianische Botschaft in Moskau

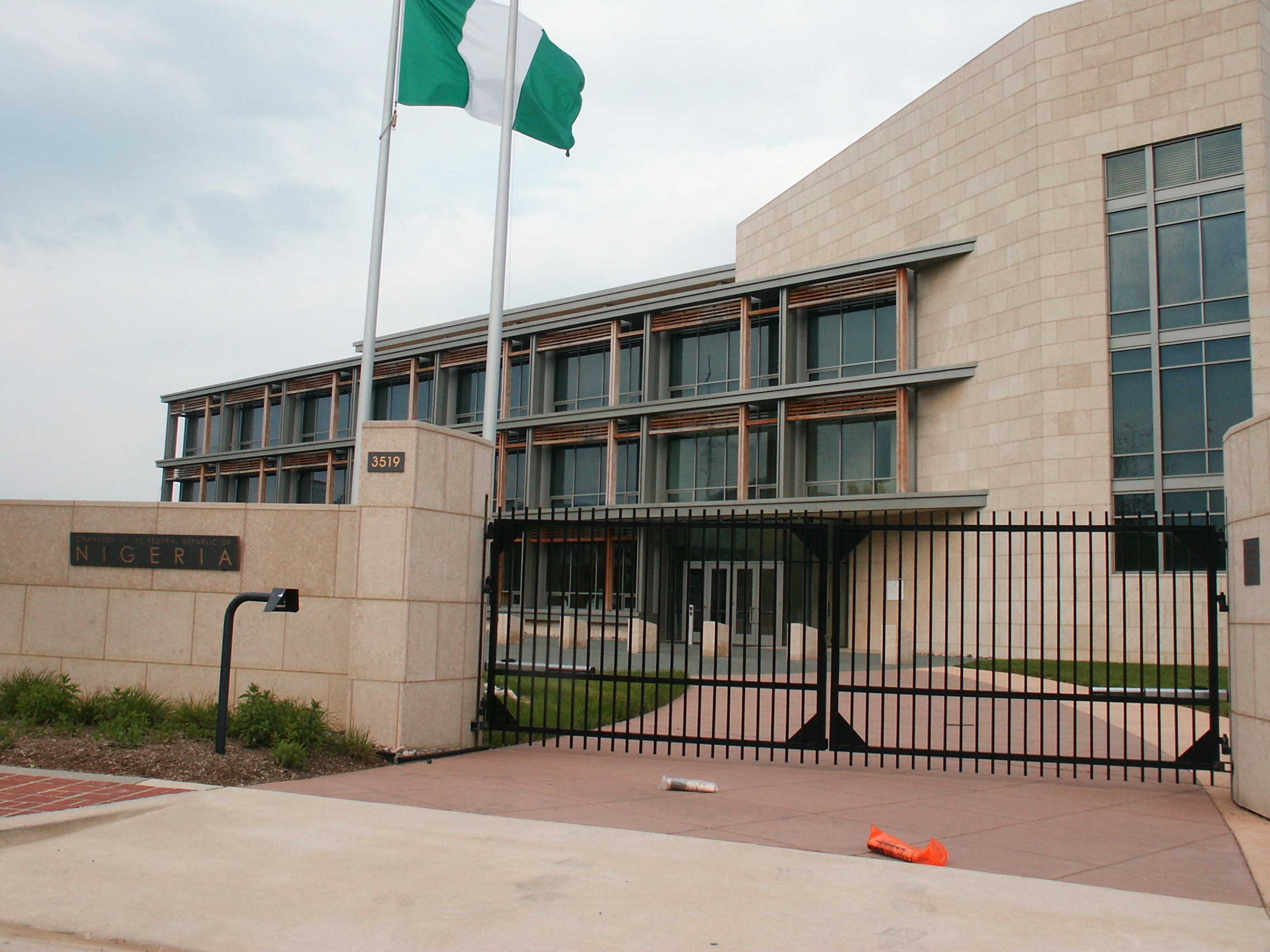
Nigerianische Botschaft in Washington, D.C.

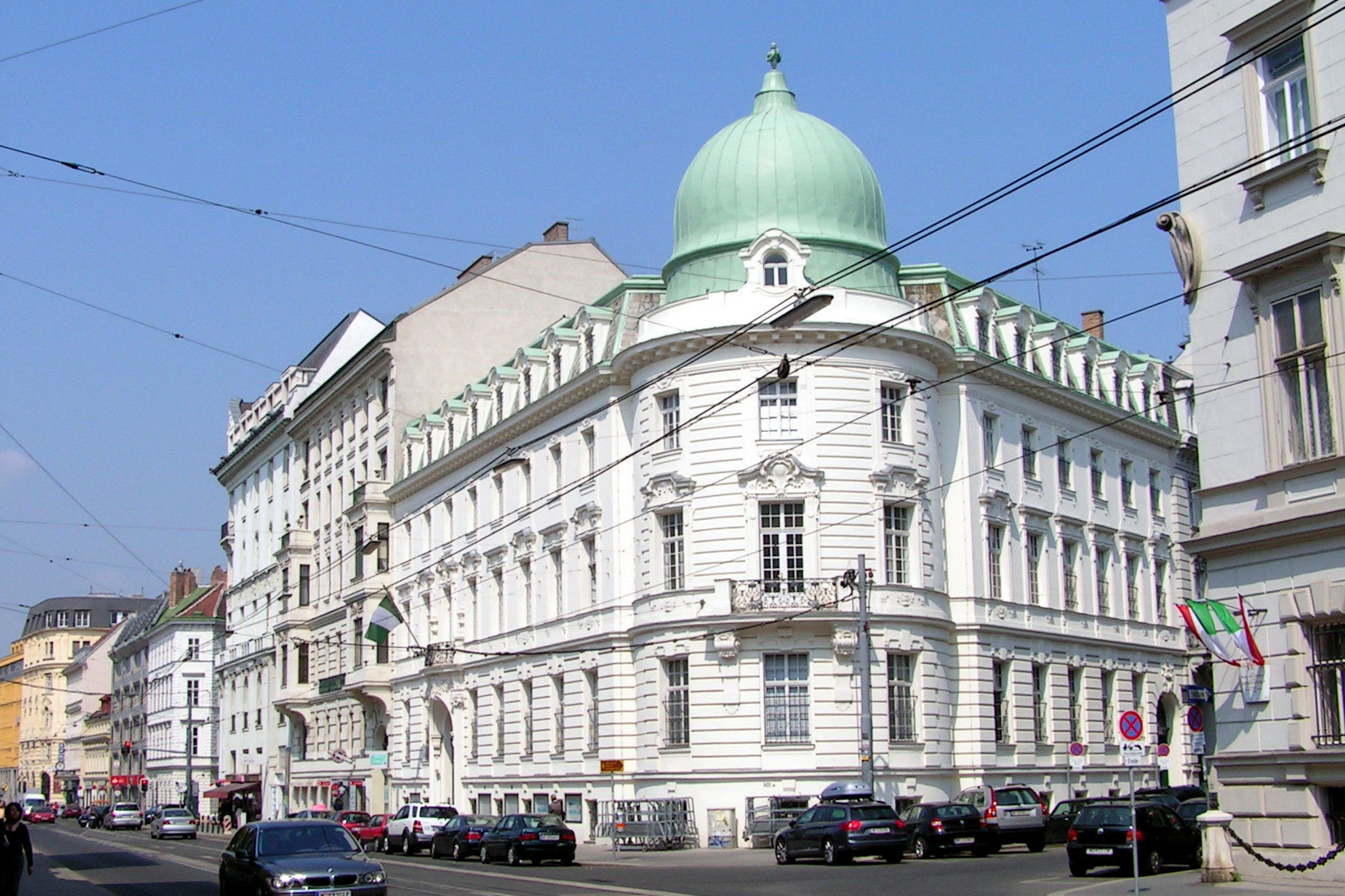
Nigerianische Botschaft in Wien

### Afrika
| - Ägypten: Kairo, Botschaft - Algerien: Algier, Botschaft - Angola: Luanda, Botschaft - Äquatorialguinea: Malabo, Botschaft - Äquatorialguinea: Bata, Konsulat - Äthiopien: Addis Abeba, Botschaft - Benin: Cotonou, Botschaft - Botswana: Gaborone, Hohe Kommission - Burkina Faso: Ouagadougou, Botschaft - Burundi: Bujumbura, Botschaft - Demokratische Republik Kongo: Kinshasa, Botschaft - Elfenbeinküste: Abidjan, Botschaft - Eritrea: Asmara, Botschaft - Gabun: Libreville, Botschaft - Gambia: Banjul, Botschaft - Ghana: Accra, Hohe Kommission - Guinea: Conakry, Botschaft - Guinea-Bissau: Bissau, Botschaft - Kamerun: Jaunde, Hohe Kommission - Kamerun: Douala, Generalkonsulat - Kamerun: Buea, Konsulat - Kenia: Nairobi, Hohe Kommission - Kongo: Brazzaville, Botschaft | - Liberia: Monrovia, Botschaft - Libyen: Tripolis, Botschaft - Mali: Bamako, Botschaft - Mauretanien: Nouakchott, Botschaft - Marokko: Rabat, Botschaft - Mosambik: Maputo, Hohe Kommission - Namibia: Windhoek, Hohe Kommission - Niger: Niamey, Botschaft - São Tomé und Príncipe: São Tomé, Botschaft - Sambia: Lusaka, Hohe Kommission - Senegal: Dakar, Botschaft - Sierra Leone: Freetown, Hohe Kommission - Simbabwe: Harare, Botschaft - Südafrika: Pretoria, Botschaft - Südafrika: Johannesburg, Generalkonsulat - Südsudan: Juba, Botschaft - Sudan: Khartum, Botschaft - Tansania: Daressalam, Hohe Kommission - Togo: Lomé, Botschaft - Tschad: N’Djamena, Botschaft - Tunesien: Tunis, Botschaft - Uganda: Kampala, Hohe Kommission - Zentralafrikanische Republik: Bangui, Botschaft |

### Asien
| - Bangladesch: Dhaka, Hohe Kommission - Volksrepublik China: Peking, Botschaft - Volksrepublik China: Hongkong, Generalkonsulat - Volksrepublik China: Guangzhou, Generalkonsulat - Volksrepublik China: Shanghai, Generalkonsulat - Indien: Neu-Delhi, Hohe Kommission - Indonesien: Jakarta, Botschaft - Irak: Bagdad, Botschaft - Iran: Teheran, Botschaft - Israel: Tel Aviv, Botschaft - Japan: Tokio, Botschaft - Jordanien: Amman, Botschaft - Katar: Doha, Botschaft - Kuwait: Kuwait, Botschaft - Libanon: Beirut, Botschaft | - Malaysia: Kuala Lumpur, Hohe Kommission - Nordkorea: Pjöngjang, Botschaft - Pakistan: Islamabad, Hohe Kommission - Philippinen: Manila, Botschaft - Saudi-Arabien: Riad, Botschaft - Saudi-Arabien: Dschidda, Generalkonsulat - Singapur: Singapur, Hohe Kommission - Südkorea: Seoul, Botschaft - Syrien: Damaskus, Botschaft - Taiwan: Taipei, Handelsbüro - Thailand: Bangkok, Botschaft - Vereinigte Arabische Emirate: Abu Dhabi, Botschaft - Vereinigte Arabische Emirate: Dubai, Generalkonsulat - Vietnam: Hanoi, Botschaft |

### Australien und Ozeanien
- Australien: Canberra, Hohe Kommission

### Europa
| - Belgien: Brüssel, Botschaft - Bulgarien: Sofia, Verbindungsbüro - Deutschland: Berlin, Botschaft - Deutschland: Bonn, Generalkonsulat - Frankreich: Paris, Botschaft - Griechenland: Athen, Botschaft - Irland: Dublin, Botschaft - Italien: Rom, Botschaft - Litauen: Vilnius, Botschaft - Niederlande: Den Haag, Botschaft - Österreich: Wien, Botschaft - Polen: Warschau, Botschaft - Portugal: Lissabon, Botschaft | - Rumänien: Bukarest, Botschaft - Russland: Moskau, Botschaft - Schweden: Stockholm, Botschaft - Schweiz: Bern, Botschaft - Serbien: Belgrad, Botschaft - Spanien: Madrid, Botschaft - Tschechien: Prag, Botschaft - Türkei: Ankara, Botschaft - Ukraine: Kiew, Botschaft - Ungarn: Budapest, Botschaft - Vereinigtes Königreich: London, Hohe Kommission - Vatikanstadt: Rom, Botschaft |

### Nordamerika
| - Jamaika: Kingston, Hohe Kommission - Kanada: Ottawa, Hohe Kommission - Kuba: Havanna, Botschaft - Mexiko: Mexiko-Stadt, Botschaft | - Trinidad und Tobago: Port of Spain, Hohe Kommission - Vereinigte Staaten: Washington, D.C., Botschaft - Vereinigte Staaten: Atlanta, Generalkonsulat - Vereinigte Staaten: New York, Generalkonsulat |

### Südamerika
- Argentinien: Buenos Aires, Botschaft
- Brasilien: Brasília, Botschaft
- Venezuela: Caracas, Botschaft

## Vertretungen bei internationalen Organisationen
- Europäische Union: Brüssel, Mission
- AU: Addis Abeba, Ständige Vertretung
- Vereinte Nationen: New York, Ständige Vertretung
- Vereinte Nationen: Genf, Delegation